# Meeresnaturpark Golfe du Lion

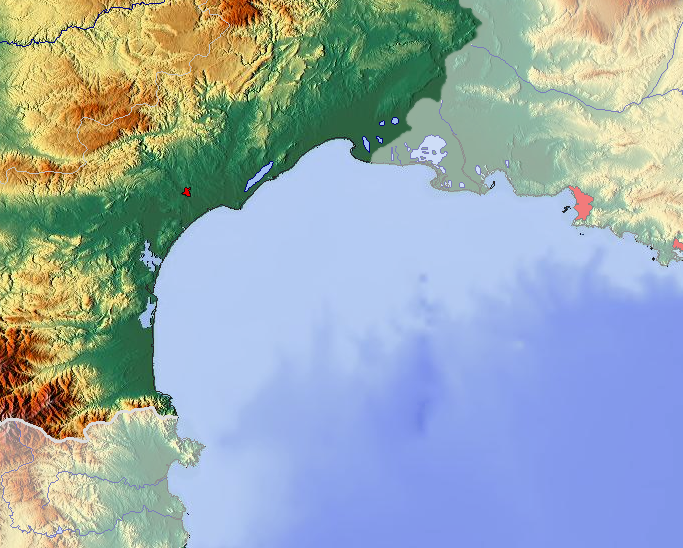
Golfe du Lion

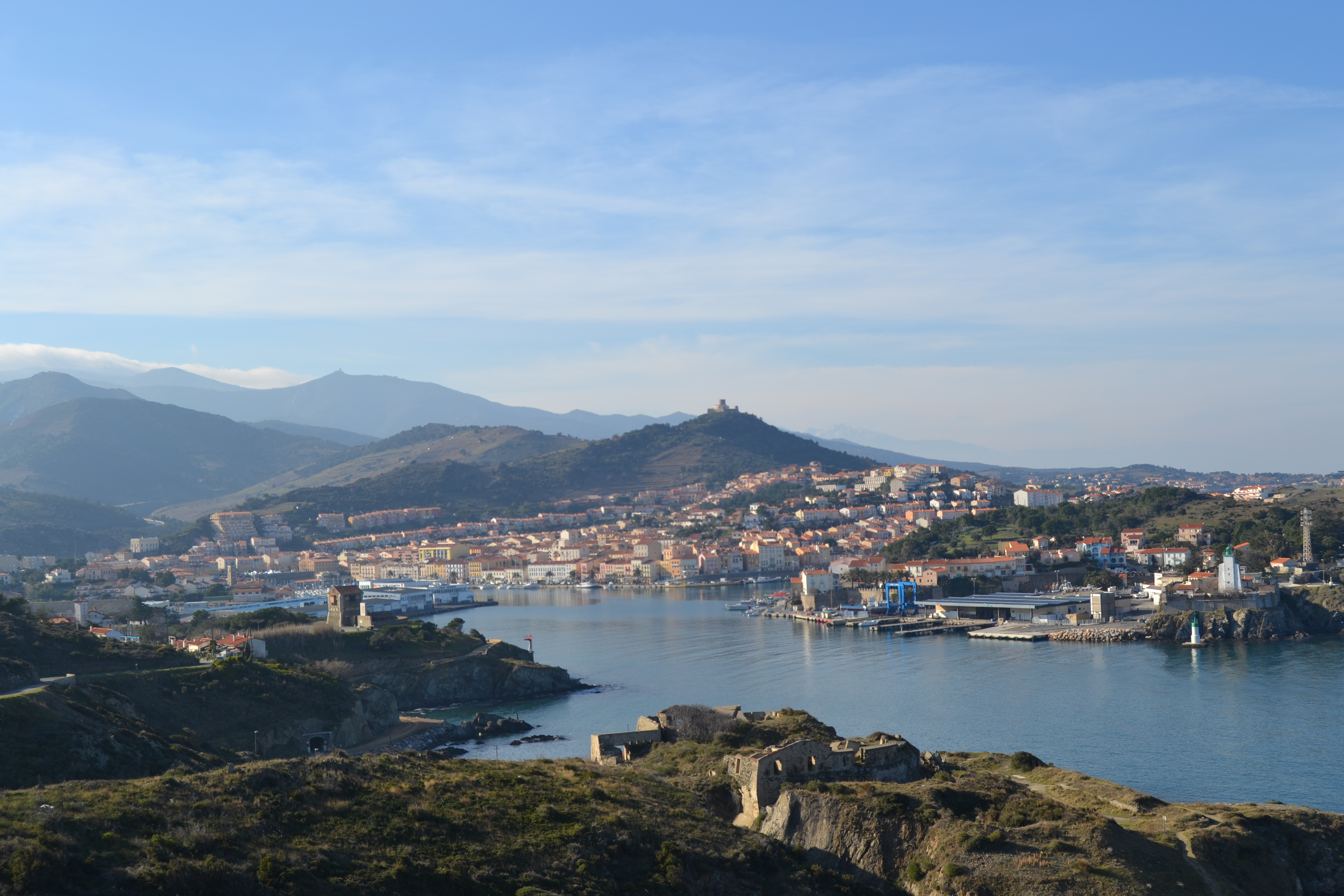
Port-Vendres

Der Meeresnaturpark Golfe du Lion (frz. Parc naturel marin du golfe du Lion) liegt in der gleichnamigen Bucht Golfe du Lion an der französischen Mittelmeerküste. Der Küstenstreifen liegt in den Départements Pyrénées-Orientales und Aude in der Region Okzitanien und gehört zu zwölf Ufergemeinden. Der Meeresnaturpark schließt den felsigen Küstenstreifen der Côte Vermeille mit ein und endet an der Grenze zu Spanien. Er beherbergt rund 1200 Tier- und 500 Pflanzenarten.

## Parkverwaltung
Die Gründung des Meeresnaturparks erfolgte am 11. Oktober 2011. Die Parkverwaltung hat ihren Sitz in Port-Vendres (42° 31′ 8″ N, 3° 6′ 21″ O). Der Naturpark umfasst ein Seegebiet von 4019 km² und eine Küstenlinie von rund 100 Kilometern.

## Angeschlossene Gemeinden
Der Park grenzt landseitig an folgende Gemeinden (von Nord nach Süd):
| - Leucate - Le Barcarès - Torreilles - Sainte-Marie-la-Mer - Canet-en-Roussillon - Saint-Cyprien | - Elne - Argelès-sur-Mer - Collioure - Port-Vendres - Banyuls-sur-Mer - Cerbère |

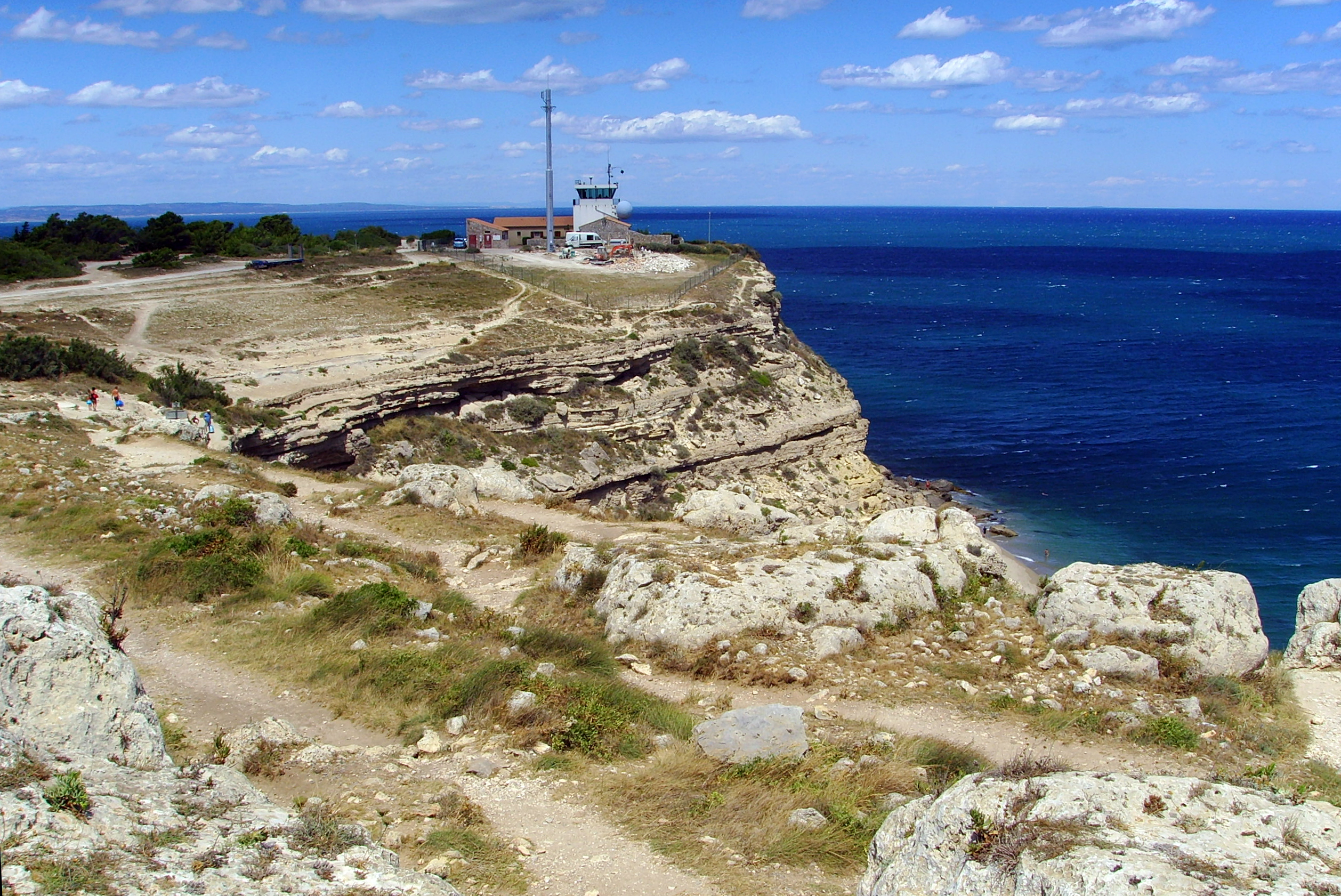
Cap Leucate
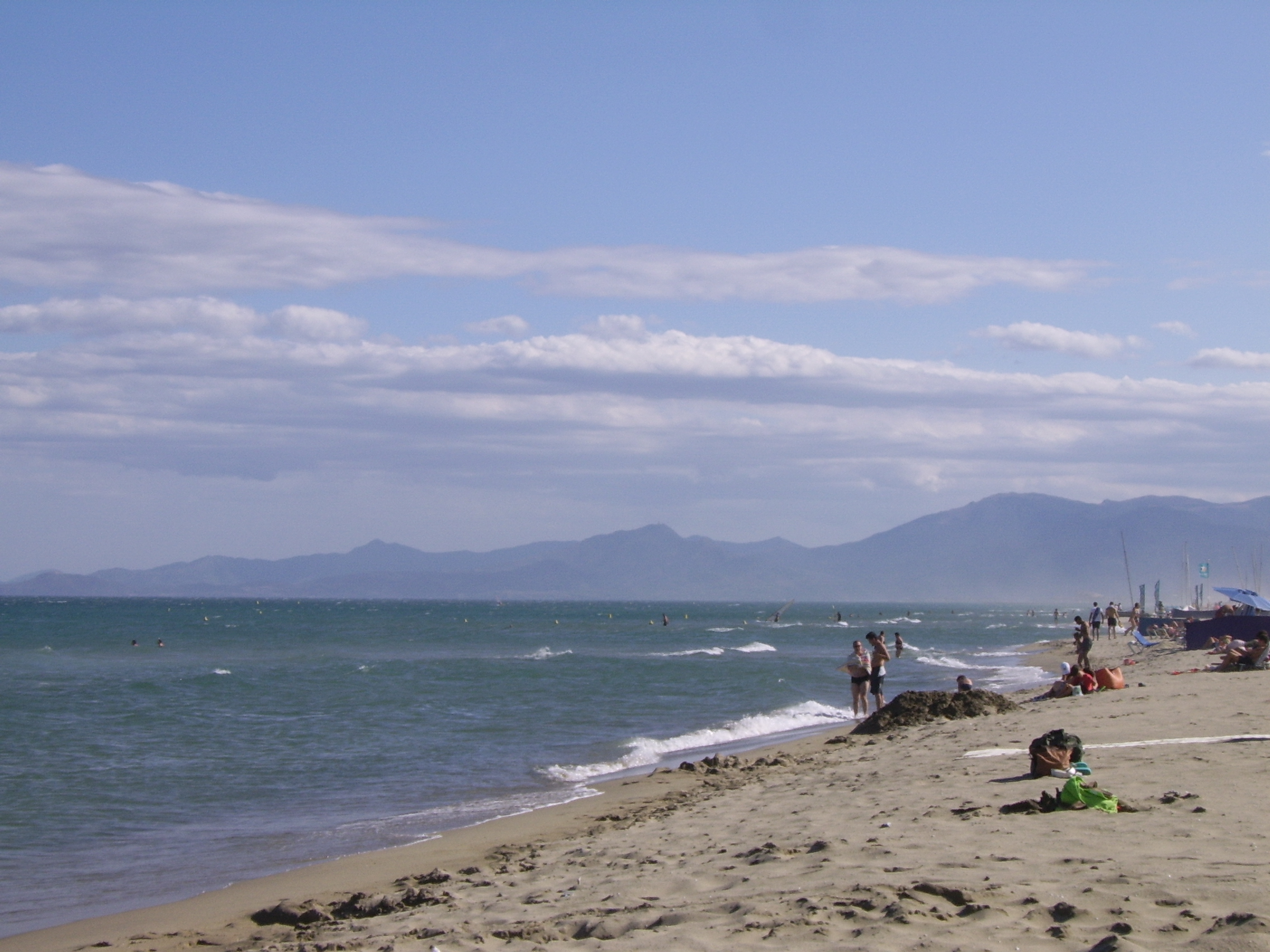
Strand von Canet-en-Roussillon, Blick nach Süden
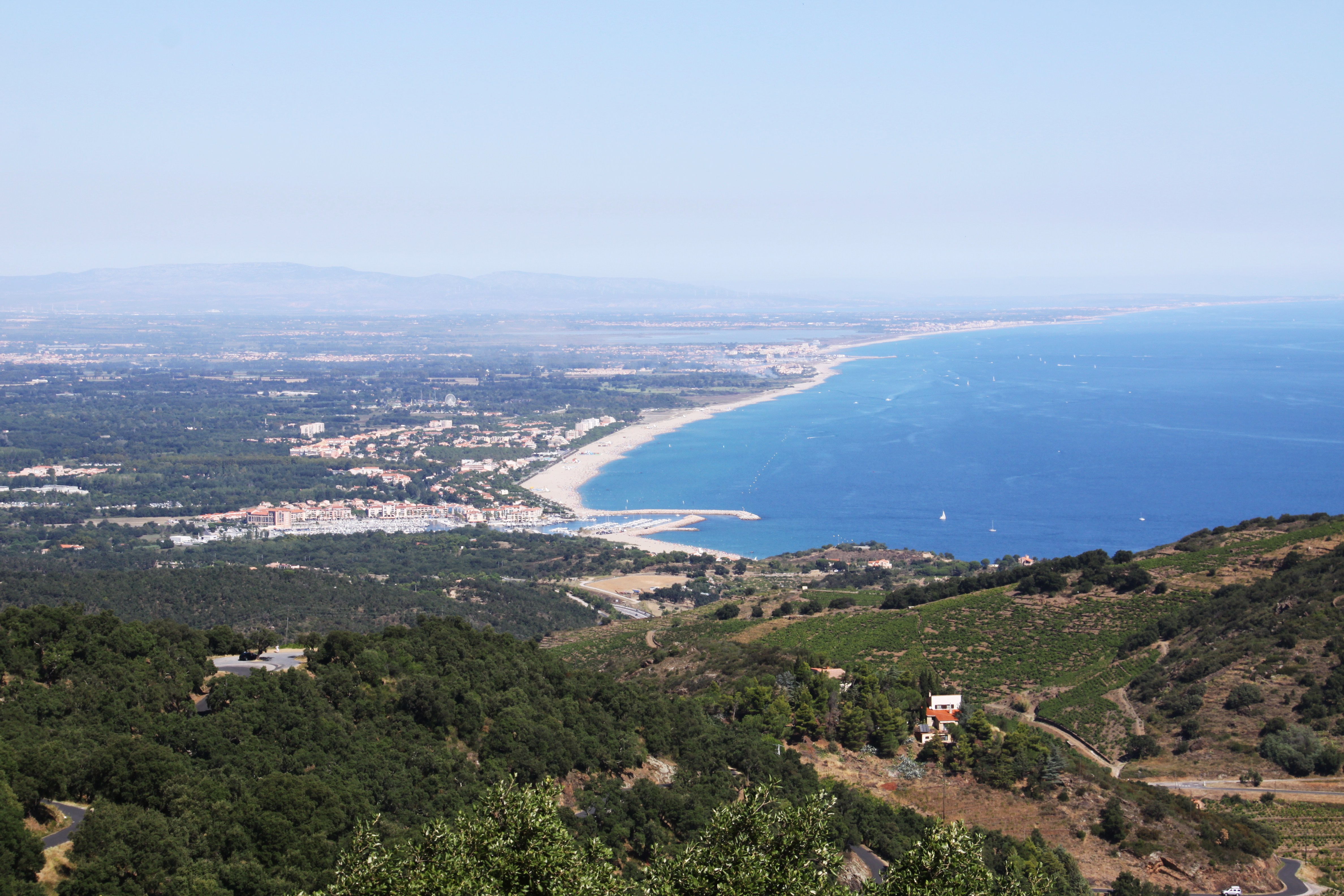
Argelès-sur-Mer, Blick nach Norden
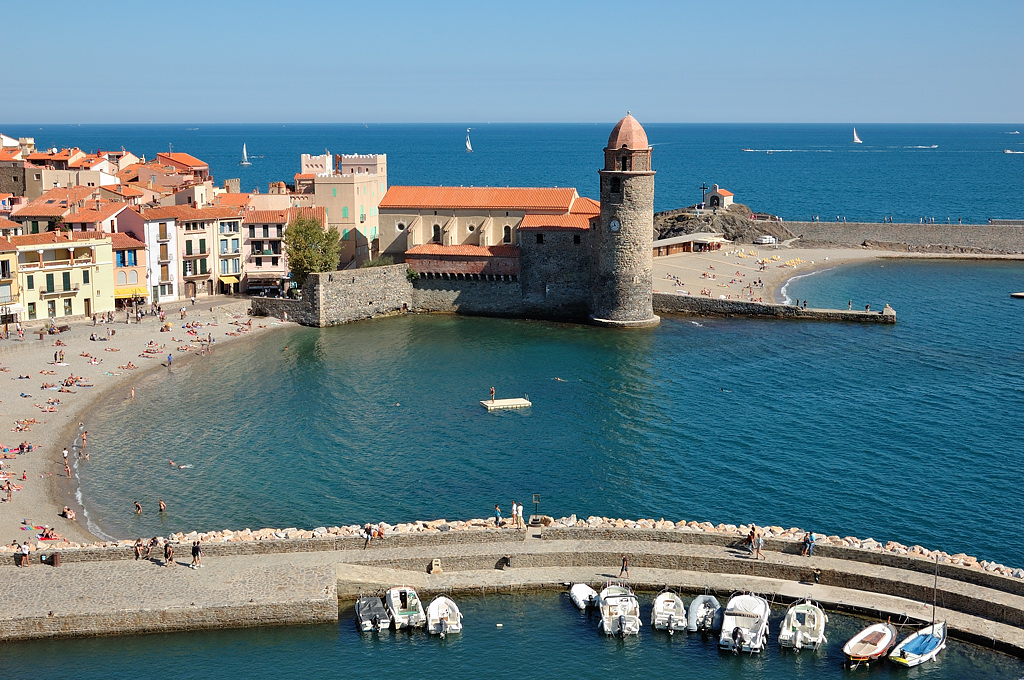
Collioure
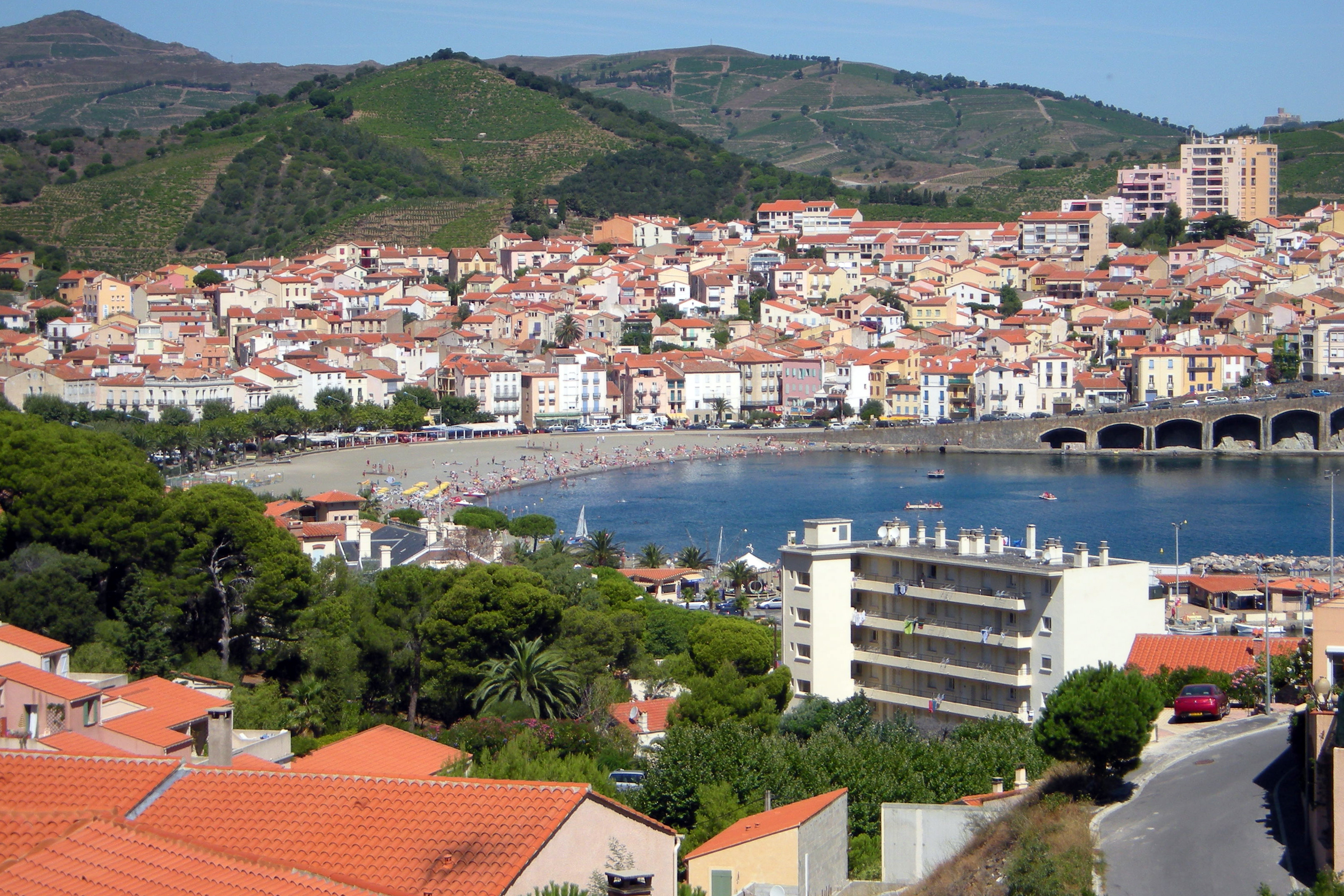
Banyuls-sur-Mer

## Landschaften

### Küstengebiete
Die Landschaft zwischen den östlichen Pyrenäen und dem Mittelmeer besitzt eine außergewöhnlich reiche Landschaftsvielfalt, besonders dank ihrem kontrastreichen Relief. Man unterscheidet zwei unterschiedliche Zonen:
- Die Ebene des Roussillon

Das ist eine fruchtbare, von den Flüssen Têt, Agly, Tech und ihren Nebenflüssen bewässerte Aufschüttungsebene in der besonders Obst- und Gemüsebau betrieben werden. Das Küstengebiet dieser Ebene wird von einem breiten Sandstrand gebildet, der auf seiner Landseite noch eine Reihe von Seen und Teichen aufweist (z. B. Étang de Leucate, Étang de Canet), wo sich Süßwasser und Meerwasser mischen. Dieses kontrastreiche Milieu ist für eine große ökologische Vielfalt günstig und schützt spezielle Pflanzen- und Tierarten, wie z. B. die Zwergdommel, den Purpurreiher oder die Blauracke. Die Lagunenseen sind aber auch Orte für Fortpflanzung, Laich und Aufwuchs zahlreicher Arten von Meeresfischen.

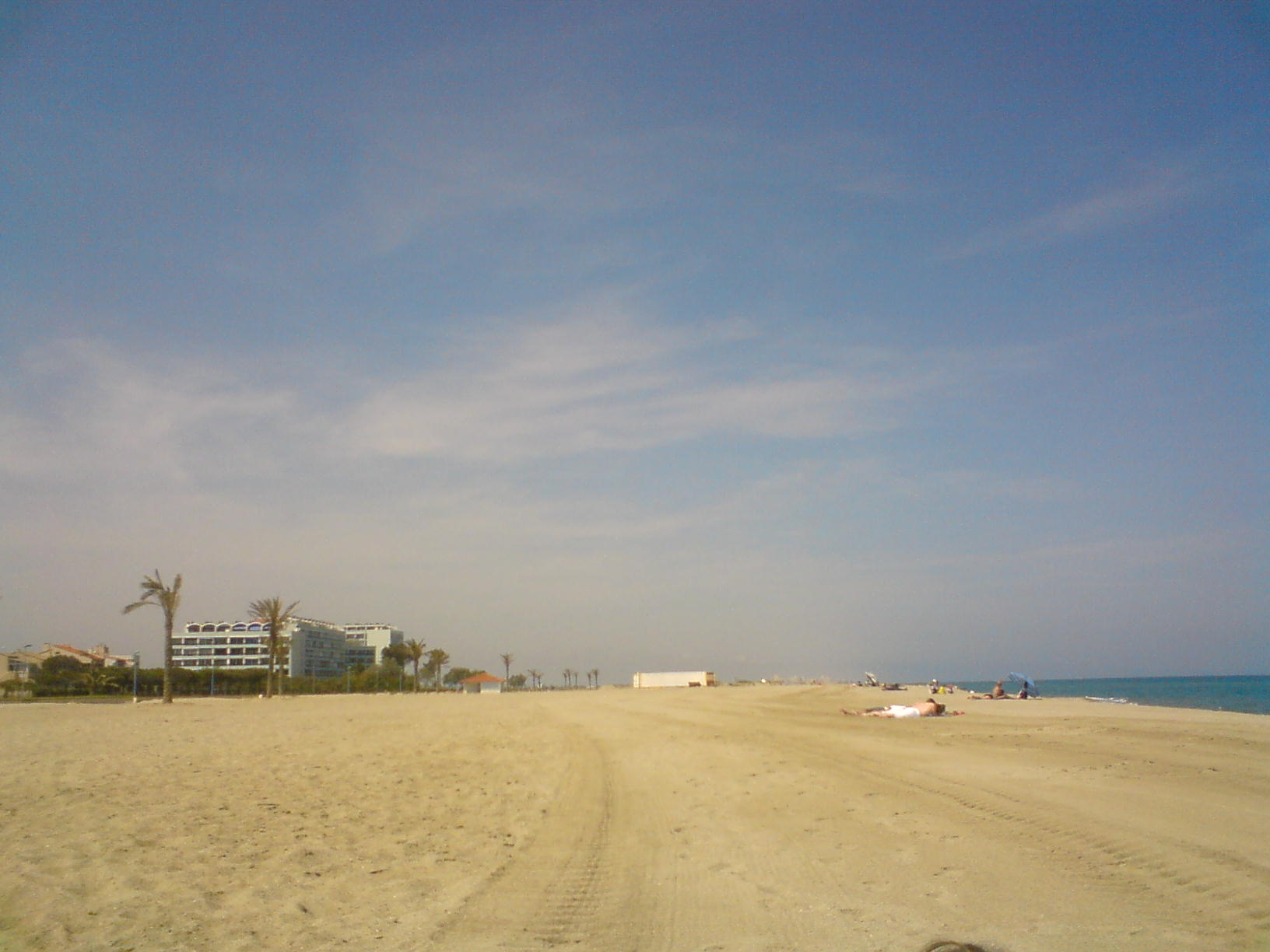
Sandstrand von Saint-Cyprien
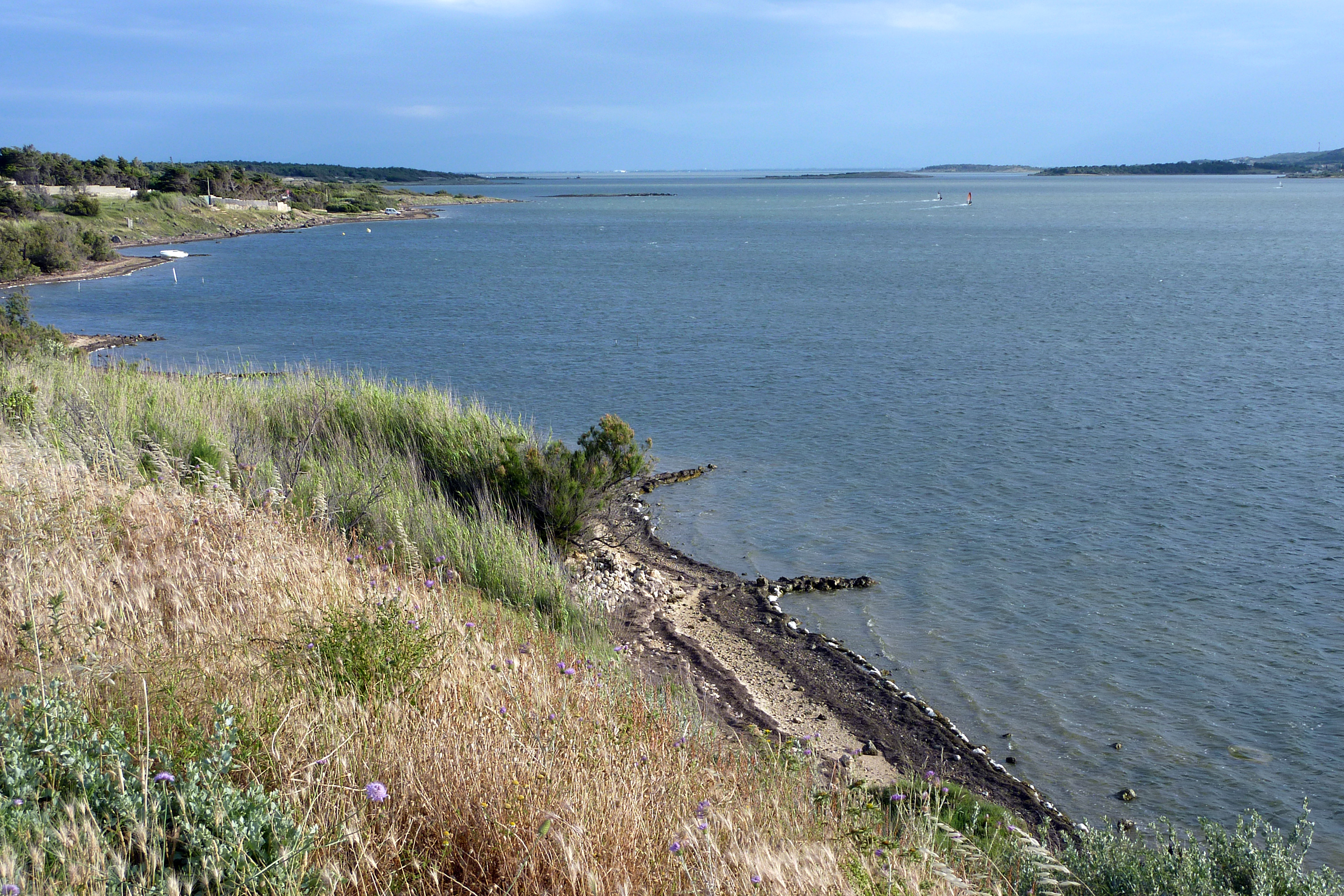
Lagunensee Étang de Leucate
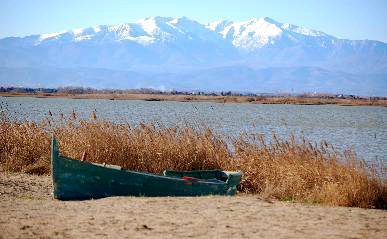
Lagunensee Étang-de-Canet
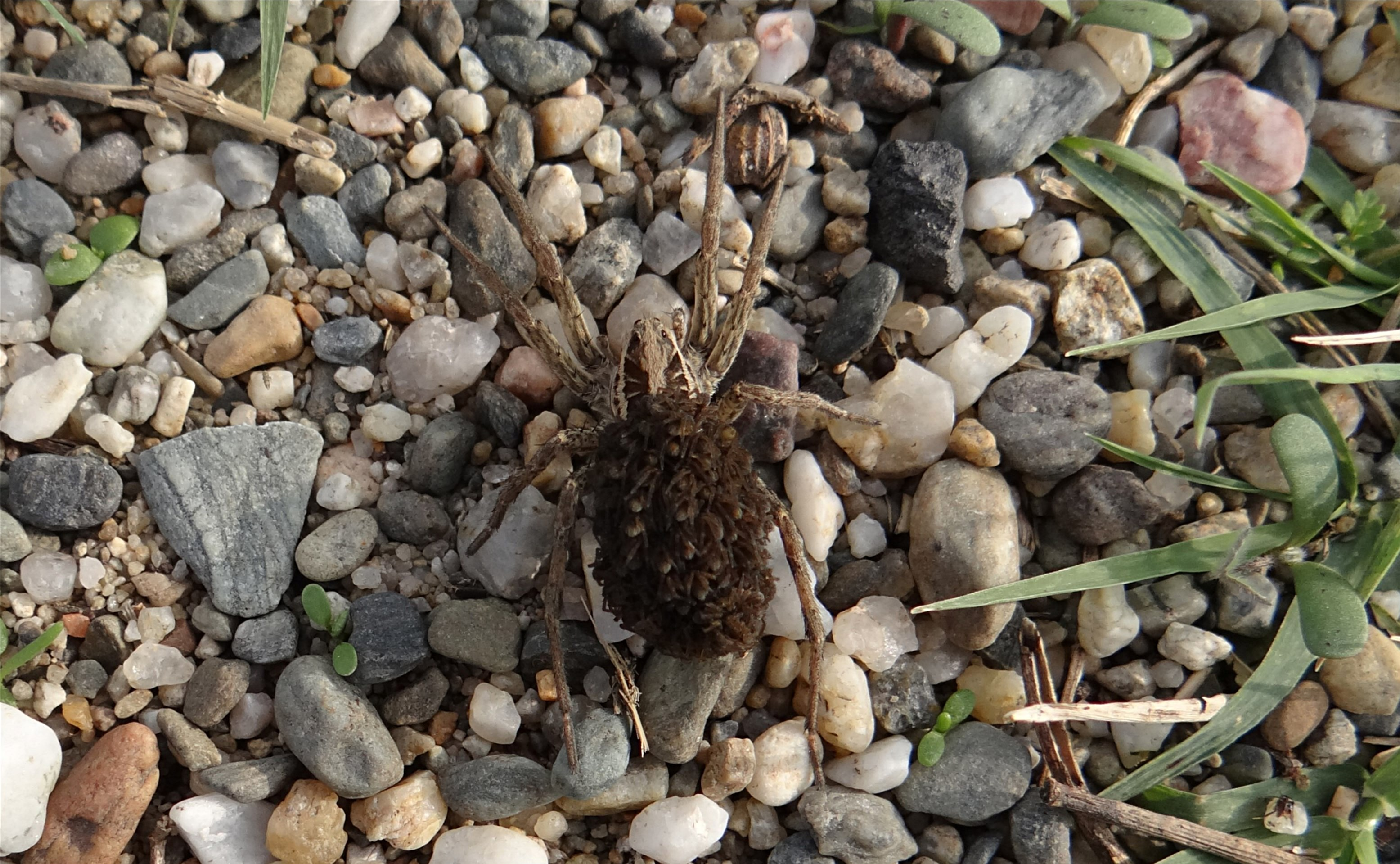
Wolfspinne am Étang de Canet
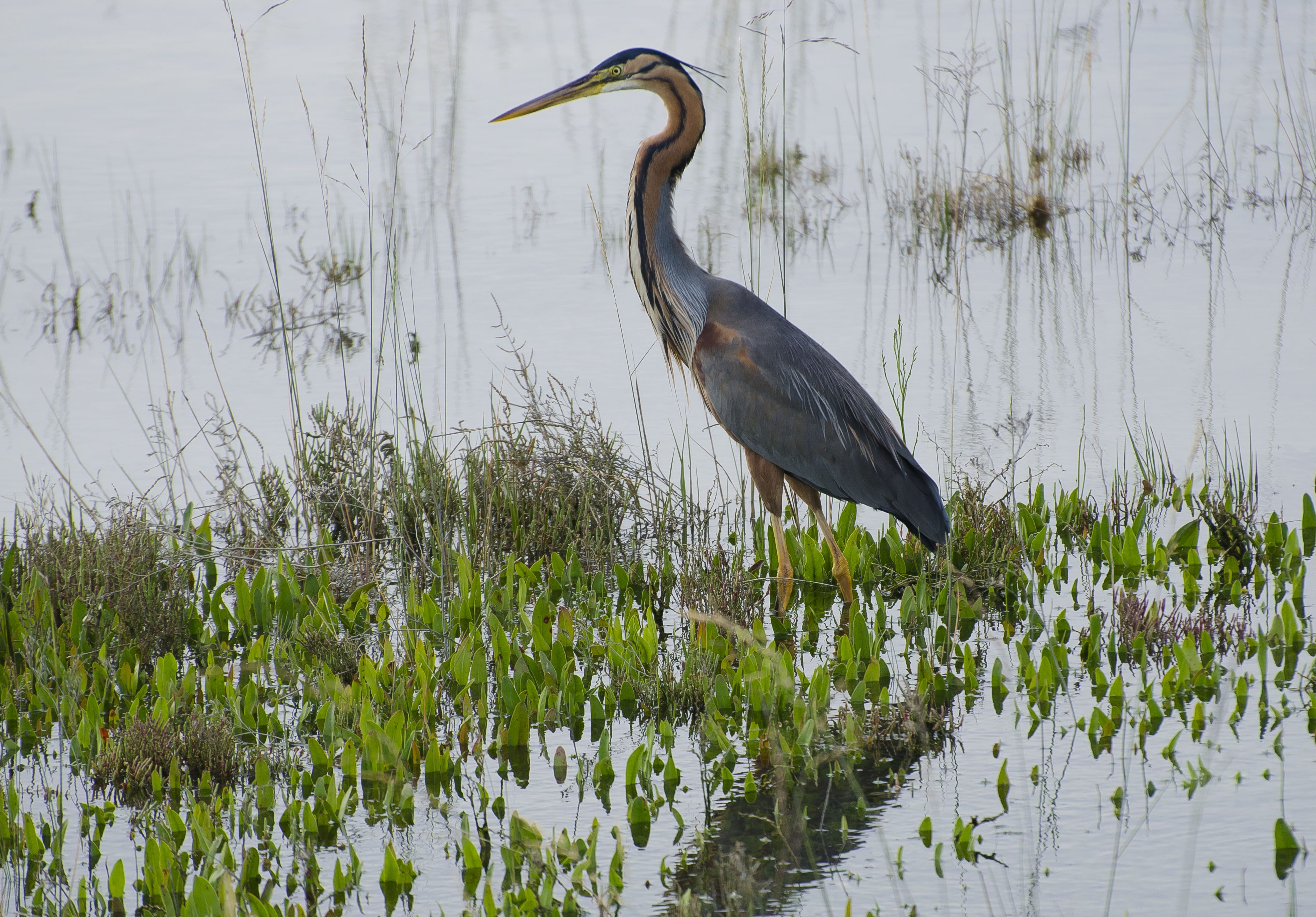
Purpurreiher

- Das Albères-Massiv

Dieser Ausläufer der Pyrenäen wird von kristallinen Gesteinsformationen beherrscht. Im Vordergrund stehen die aus Schiefergestein gebildeten steilen Felsklippen, die in gerader Linie bis zur Küstenlinie abfallen. Zwischen ihnen bilden sich kleine Buchten, die entweder noch naturbelassen sind oder in denen bereits Häfen eingerichtet wurden. Diese Steilküste ist auch unter dem Namen Côte Vermeille bekannt.
In der Höhenlage oberhalb des Steilabfalles ist die Landschaft durch kleine Weiler und künstlich errichtete Terrassen geprägt, wo Weinbau betrieben wird und auch Korkeichen und Steineichen kultiviert werden.

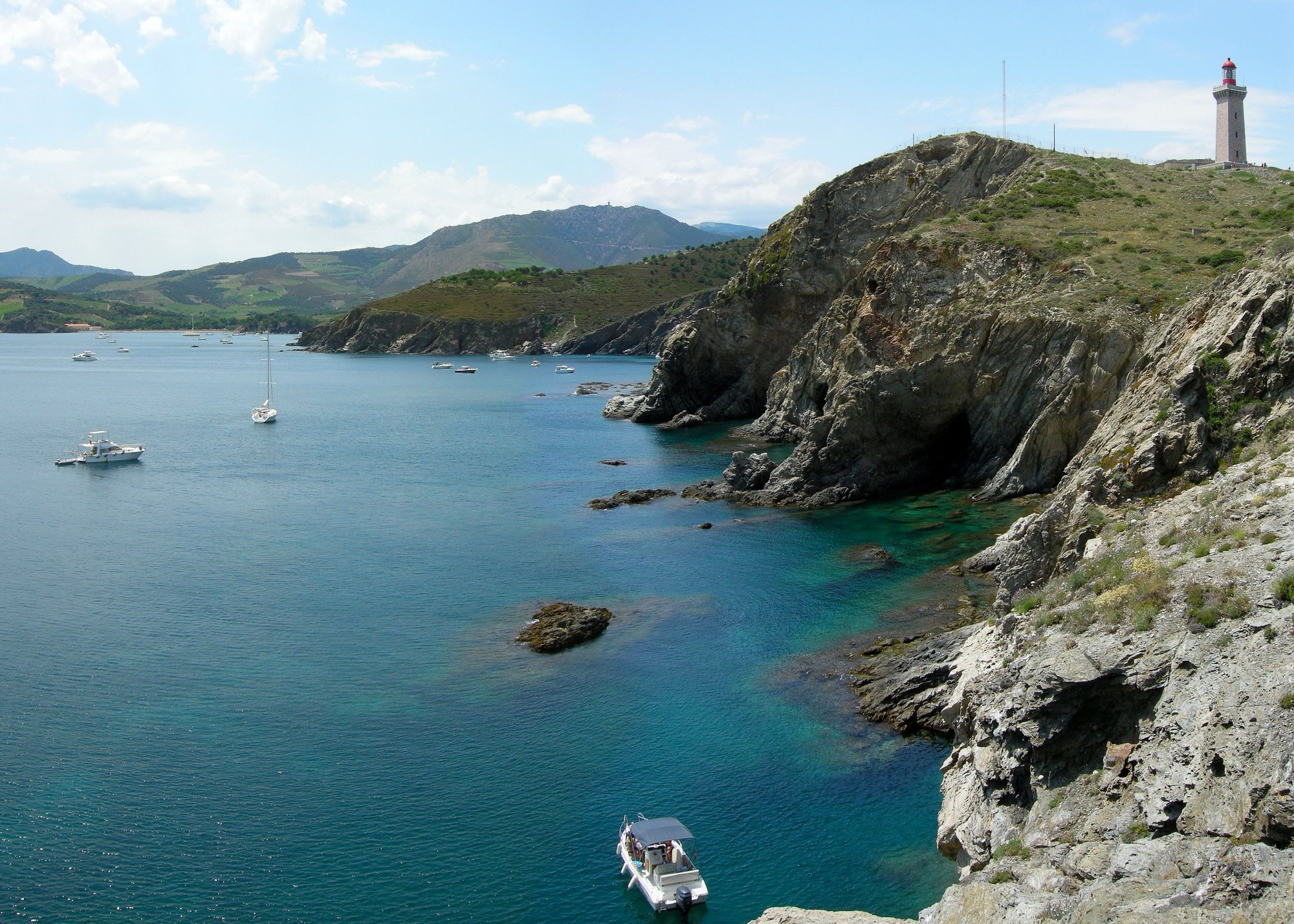
Cap Béar bei Port-Vendres
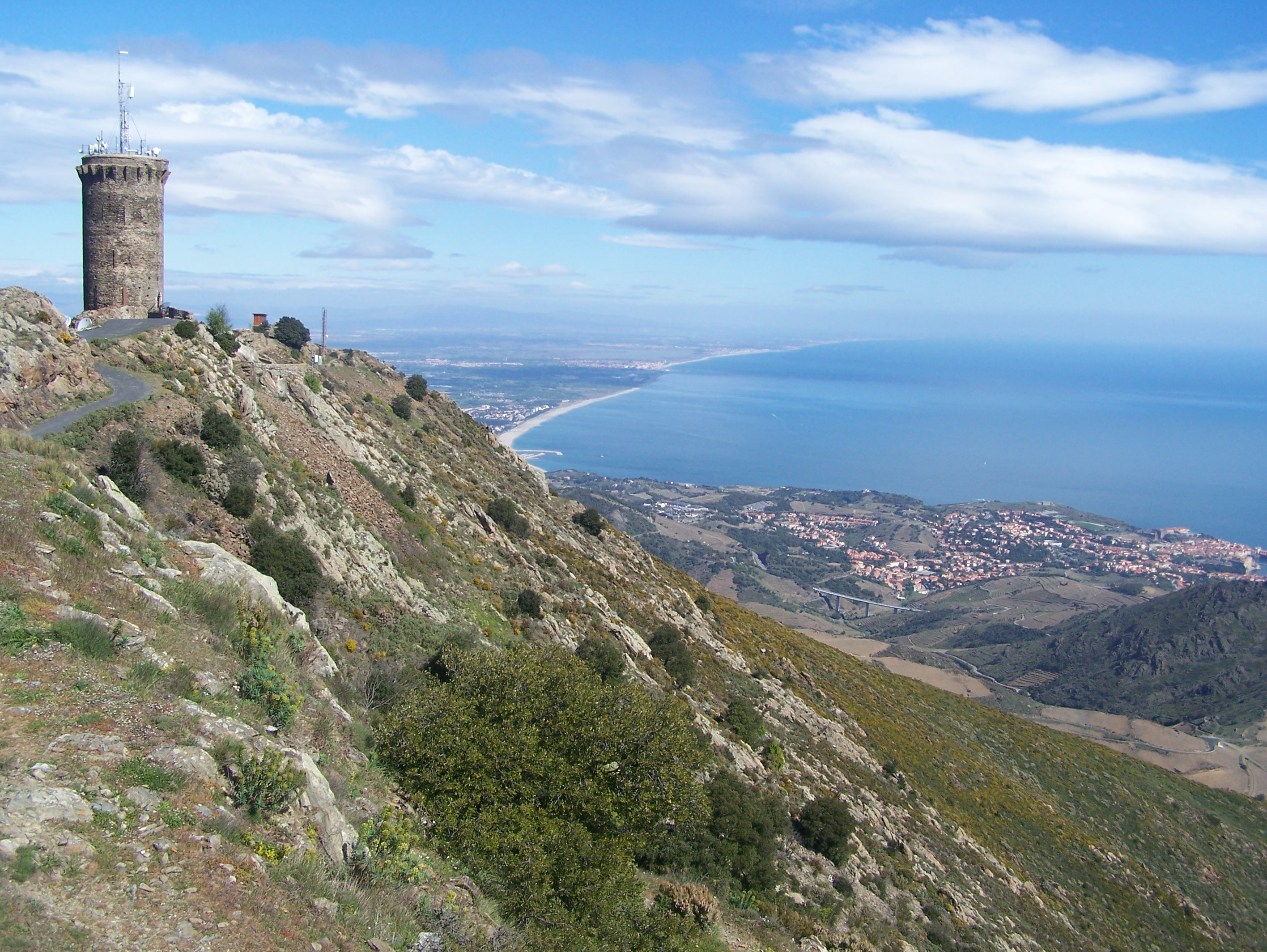
Tour Madeloc, Gemeindegebiet von Collioure
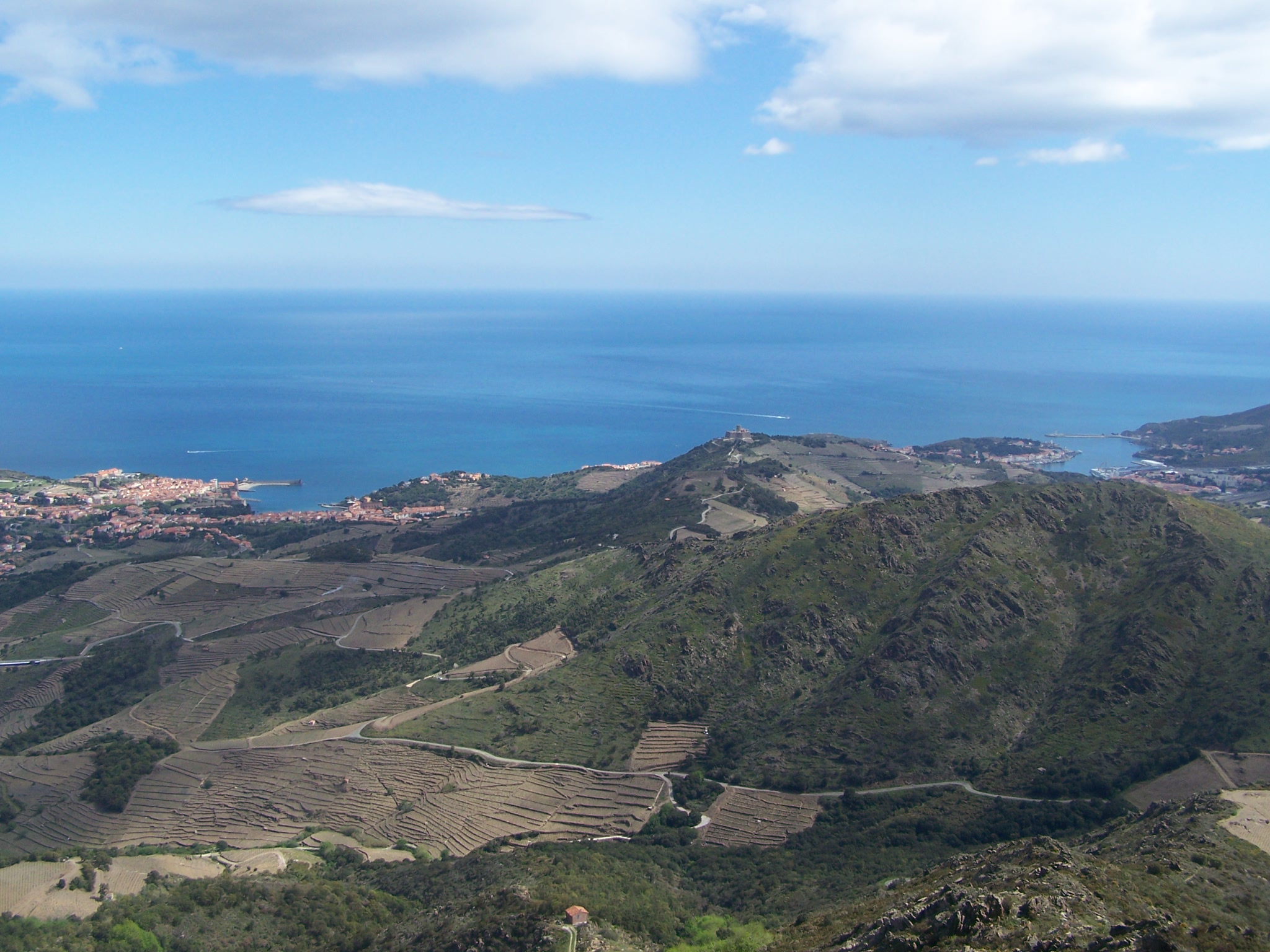
Panorama Côte Vermeille
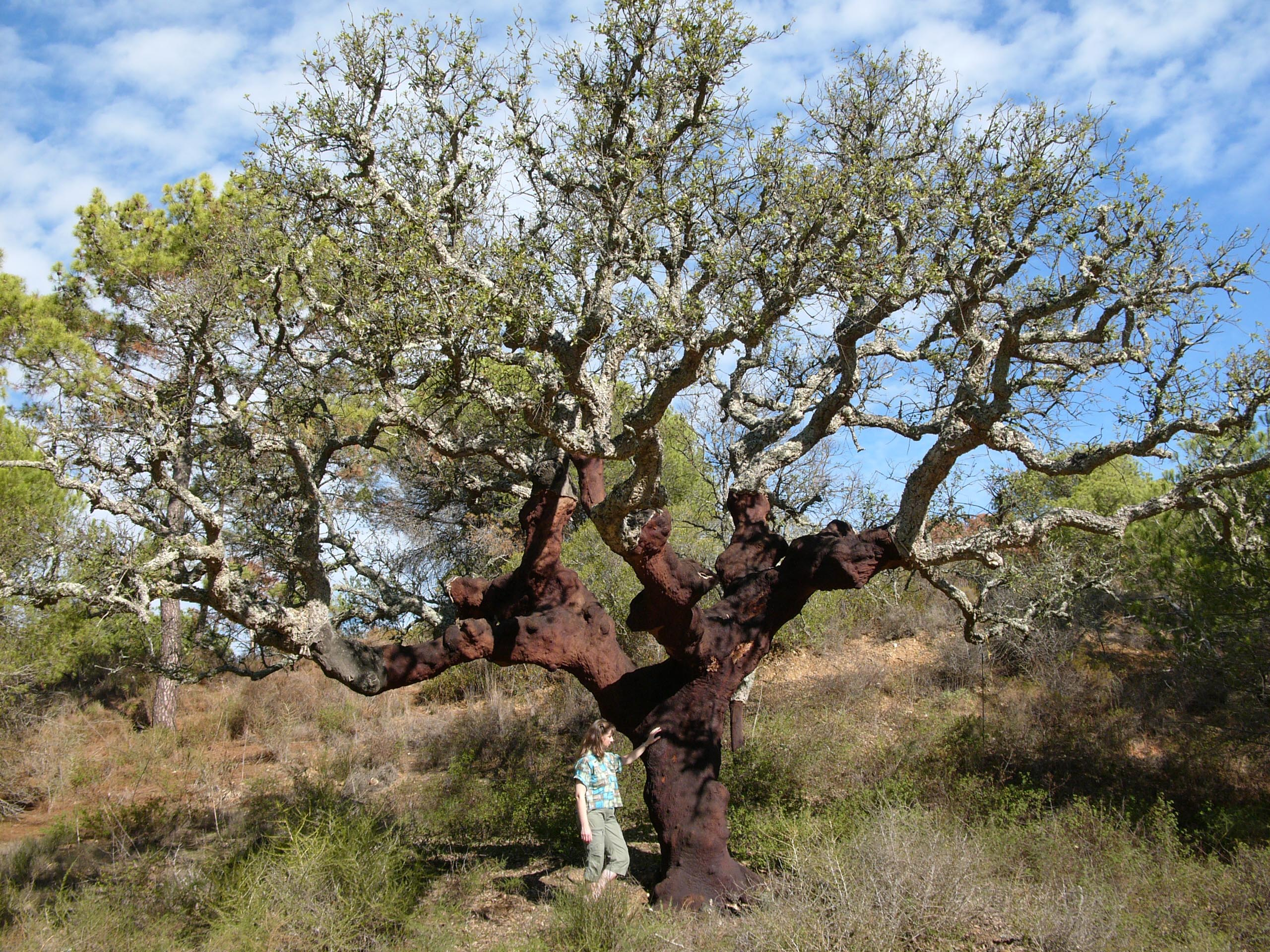
Korkeiche
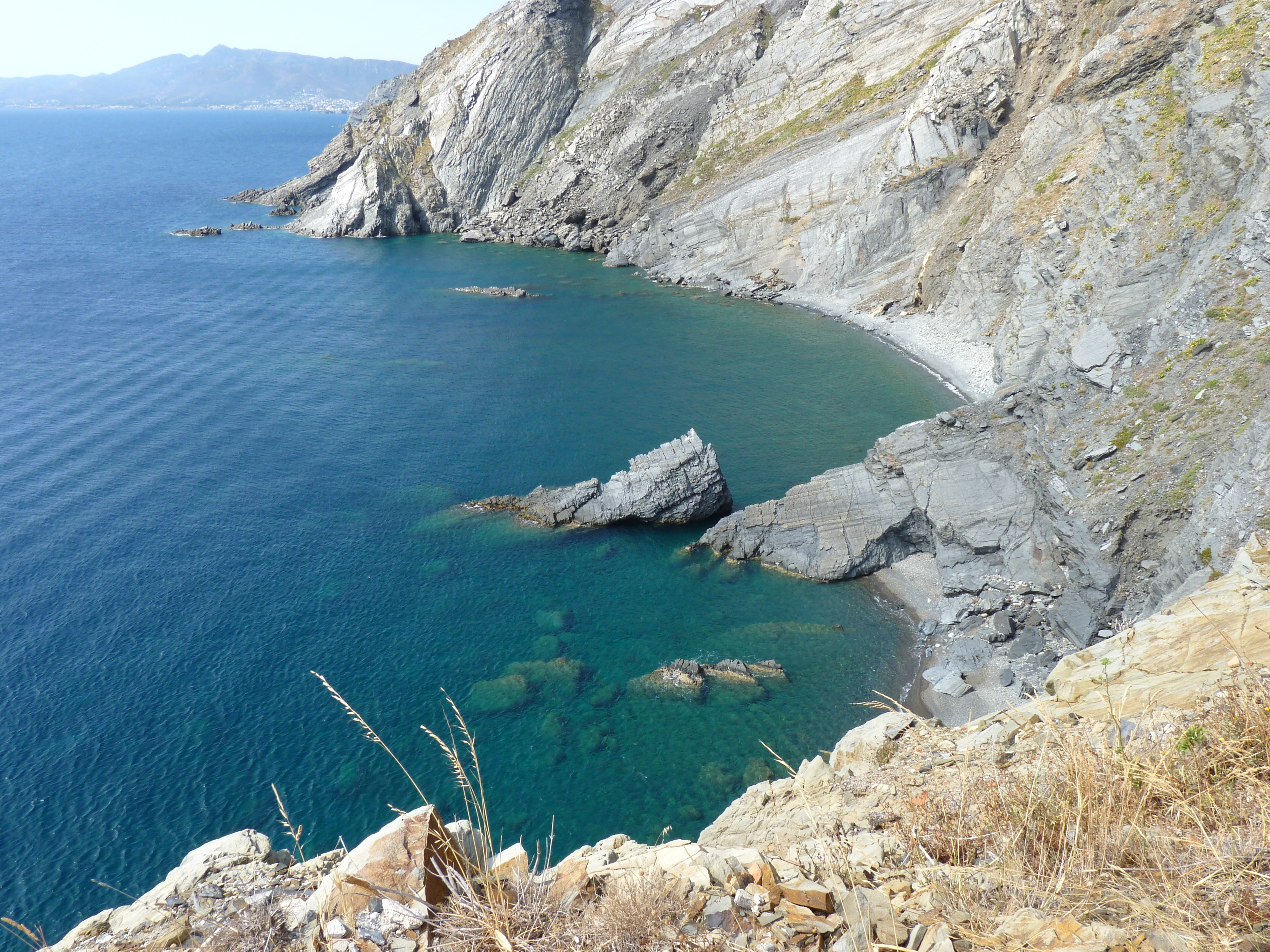
Die Klippen bei Cerbère

- Klima und Vegetation an der Küste

Das Klima des Küstengebietes wird durch warme und trockene Sommer und im Allgemeinen milde Winter charakterisiert. Das ganze Jahr über tritt fallweise der Wind Tramontana auf, dessen Gewalt überrascht und das Cap Béar zu einem der stürmischesten Orte Europas macht. Die Vegetation entspricht diesen Klimabesonderheiten: außer der üblichen südlichen Flora, die ideale Bedingungen zu ihrem Gedeihen findet, entwickeln sich hier auch solche Arten, denen man sonst nur an den Küsten von Afrika oder in Mittelamerika begegnet, wie z. B. der Orangenbaum, der Zitronenbaum, die Kaktusfeige, der Granatapfel, verschiedene Palmenarten, Mimosen usw.

### Meeresgebiete

Meereszonen nach Seerecht

Die Wasserfläche reicht rechtwinkelig von der Küste rund 30 bis 35 Seemeilen in das offene Meer hinaus und übersteigt damit deutlich das mit zwölf Seemeilen begrenzte Küstenmeer, das gemäß internationalem Seerechtsübereinkommen als nationales Hoheitsgewässer festgelegt ist. Außerhalb dieser Zone nehmen die staatlichen Befugnisse sukzessive ab.
In diesem Revier gibt es eine Fülle schützenswerter Pflanzen- und Tierarten, wie z. B.
- das Neptungras,
- die Edelkorallen,
- die Edle Steckmuschel,
- den Diademseeigel,
- den Bärenkrebs
- den Braunen Zackenbarsch,
- die Unechte Karettschildkröte
- sowie mehr als 20 Wal-Arten, unter anderem den Finnwal und den Großen Tümmler.

Modell eines unterseeischen Canyons

Ein hochinteressantes Meeresbiotop stellen auch drei Unterseeische Canyons dar, die eine Meerestiefe bis zu 1200 Metern haben und daher ganz spezielle Populationen beherbergen. Es sind dies:
- Canyon Lacaze-Duthiers (bis 1000 m)
- Canyon Pruvot (bis 1000 m)
- Canyon Bourcart (bis 1200 m)